# 稲田浩
稲田 浩（いなだ ひろし）は、声楽家。埼玉大学・東京藝術大学卒業。元群馬大学教授。

## プロフィール
- 金子一雄、G・コメリ、R・リッチ、N・ルッチに師事。東京芸大定期「メサイア」を始め、ベートーヴェン「第九」のソリストとして東京交響楽団、日本フィルハーモニー交響楽団、新星日本交響楽団、東京シティ・フィルハーモニック管弦楽団、那覇交響楽団などと共演。
- オペラ「カルメン」、「蝶々夫人」、「椿姫」、「道化師」等16演目を主演。
- 浦和第一女子高等学校在職中、全日本合唱コンクール「全国大会」上位入賞、毎日学生音楽コンクール昭和45・47・49年度全国優勝。
- 浦和グリーンコーラス・ゆうかり女声指揮者。合唱浦和の会会長。さいたまシティオペラ・浦和市音楽家協会副会長。さいたま市音楽家協会会長、二期会会員。稲声会代表。元・群馬大学教授。
- 令和元年６月２６日死去（享年86歳）

## 受賞等
- 昭和45年度埼玉県教育表彰
- 平成6年度下総皖一音楽賞受賞
- 平成24年さいたま市文化賞受賞

http://www.city.saitama.jp/006/003/003/010/002/p019781_d/fil/gidai3-21010.pdf
https://www.city.saitama.jp/006/014/010/001/012/003/p020861_d/fil/06-09.pdf